# Léon Lyasse
Léon Alphonse Lyasse (Saint-Germain-de-Joux, 11 mars 1864 - Aubigny-sur-Nère, 18 août 1914) est un ingénieur maritime français.

## Biographie
Fils d'un boulanger, il entre à l’École polytechnique en octobre 1883 et choisit le génie maritime. Ingénieur de 3e classe (octobre 1880), il travaille à l'arsenal de Rochefort puis à Nantes et Brest avant d'être nommé ingénieur de 1re classe (juillet 1884) puis ingénieur en chef de 2e classe (janvier 1892). Il dirige alors la construction du cuirassé Iéna à Brest ainsi que celle du croiseur cuirassé Léon Gambetta. 
Ingénieur de l'escadre de Méditerranée (1904), il revient à Brest comme ingénieur en chef de 1re classe en août 1906. Chef de la section des constructions neuves, il supervise la fin des travaux des cuirassés Démocratie et République, du croiseur cuirassé Edgar Quinet et la mise en route du premier grand navire de combat à turbines de la Marine française, le cuirassé Danton. 
Directeur du génie maritime (novembre 1909), il est adjoint au directeur de la section technique et est mis à la tête du service en 1910 par Auguste Boué de Lapeyrère. Il y joue alors un rôle très important. Les plans des quatre cuirassés type Courbet lui sont dus ainsi que ceux des trois Bretagne. Par ses mesures, Lyasse obtient la construction des Courbet de 23 000 tonnes en trois années contre cinq pour les Danton. 

## Récompenses et distinctions
- Chevalier (24 octobre 1901) puis Officier de la Légion d'honneur (12 juillet 1911).